# Шотландская школа здравого смысла
Шотландская школа здравого смысла (англ. Scottish school of common sense) — философская школа, образовавшаяся в Шотландии в конце XVIII — начале XIX веков. Возникла как критическая реакция на таких английских философов, как Джон Локк, Джордж Беркли и Дэвид Юм. Самыми заметными её представителями являются Томас Рид и Уильям Гамильтон, который соединил подход Рида с философией Иммануила Канта. Другим крупным представителем этой школы был Дугалд Стюарт. Это школа повлияла на мыслителей не только Европы, но и Америки, среди последних, например, прагматист Ч. С. Пирс. В России идеи шотландской школы здравого смысла развивал харьковский философ И. С. Продан.
Понятие «здравого смысла» выводится в качестве аргумента против философского скептицизма, отрицающего очевидные для обыденного ума вещи, такие, например, как объективное существование мира вокруг нас. Представители школы здравого смысла утверждают, что здравым смыслом в обычной жизни руководствуются те философы, которые в своей философской практике отрицают некоторые убеждения, из него следующие. По некоторым оценкам деятельности Шотландской школы здравого смысла, понятие здравого смысла используется не столько для построения новой философии, сколько для критики и свержения предшествующих философских систем.